# 前島 (岡山県)
前島（まえじま）は、瀬戸内海（播磨灘）にある牛窓地区の有人島である。

## 概要

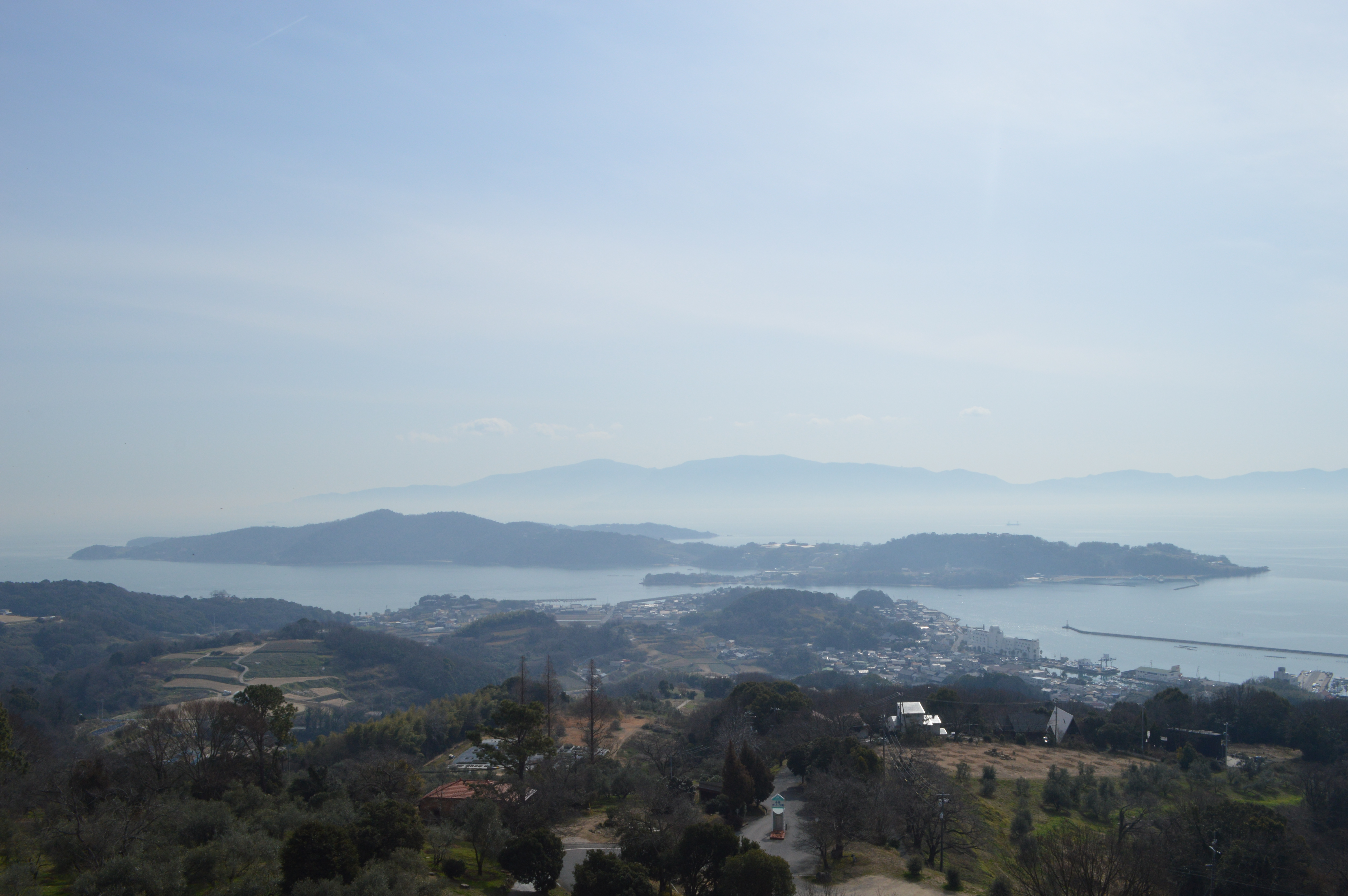
全景。

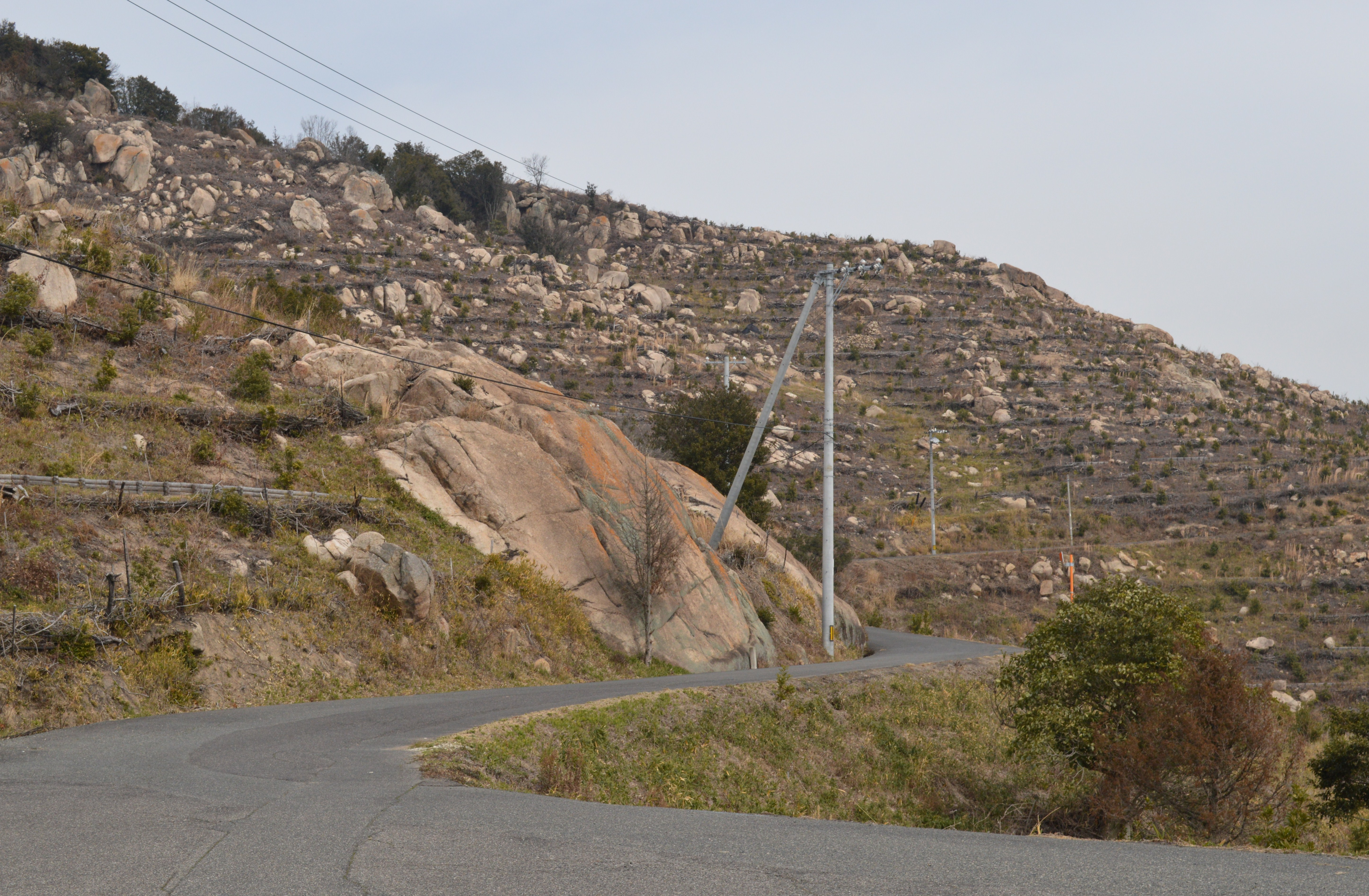
島内には露岩が点在している。

古名は「塵輪島（ちりわじま）」であり、岡山県の牛鬼伝説の塵輪鬼に由来している（牛窓町#町名の由来を参照）。
岡山県瀬戸内市牛窓町のすぐ沖合に位置しており、東西に細長く、外周約8km、面積約2.42k㎡の離島であり、牛窓諸島の一つである。「緑島」とも呼ばれ、美しい松林などの自然林が残り、後述の通りスナメリの生息数も比較的に多く、島全体が国立公園に指定されている。本土との間には牛窓瀬戸（唐琴の瀬戸）があり名勝となっている。後述の通り、かつてはクジラが現れることもあった他に、邑久町にはニホンアシカの記録も存在する。
気候的には瀬戸内海気候で温暖で雨が少なく、年間降水量1,220mm、年平均気温15.7℃。
尾根部は比較的緩やかだが海岸部は急傾斜が多く、砂浜は少ない。東部に136.5mのピークがあり、地質は花崗岩が島の基盤で、西部は花崗岩である。低地には沖積層が分布し山頂から西の海岸付近まで砂岩、礫岩が多く分布する。土地の利用形態は島の東西で大きく異なる。
東部は山林が多く保安林があるのに対し、西部は丘陵になっており畑地になっている。冬季はキャベツ、白菜、夏季にはカボチャなどが多く栽培されている。島の南岸には海崖となっている場所もある。民家は西部を中心に集中し、フェリーの発着する港は西端にある。西部は耕作地が多いため森林は断片的に残されているにすぎず、植生はコナラ、クスノキ林などが中心。海岸付近の急傾斜地ではウバメガシ林が多くなる。東部ではアカマツ林が大部分を占め、谷筋にはコナラ林も見られる。
平成17年の時点では、人口は183人。

## 産業
主な産業は、観光、漁業で民宿、ペンションなどが多い。島内には商店は1軒もなく、数台の自動販売機があるのみ。農業も盛んで、カボチャ、スイカ、メロン、キャベツなどが栽培されている。
海水浴など夏のレジャーのほか、シーカヤックや釣りなどマリンレジャーや遊歩道やサイクリングコースが整備され、アウトドアスポットになっている。前島にあるアマモの森が島の宝100景に選ばれている。

## 島内

### 石切丁場跡
徳川秀忠・家光の時代における大阪城の再建の際、前島は石垣に使用する粗粒花崗岩の採石場であった

。
採石は島内の4か所で行われ、割石の形跡が見られる大阪城築城残石群などの石切場跡が現在も残っている
。

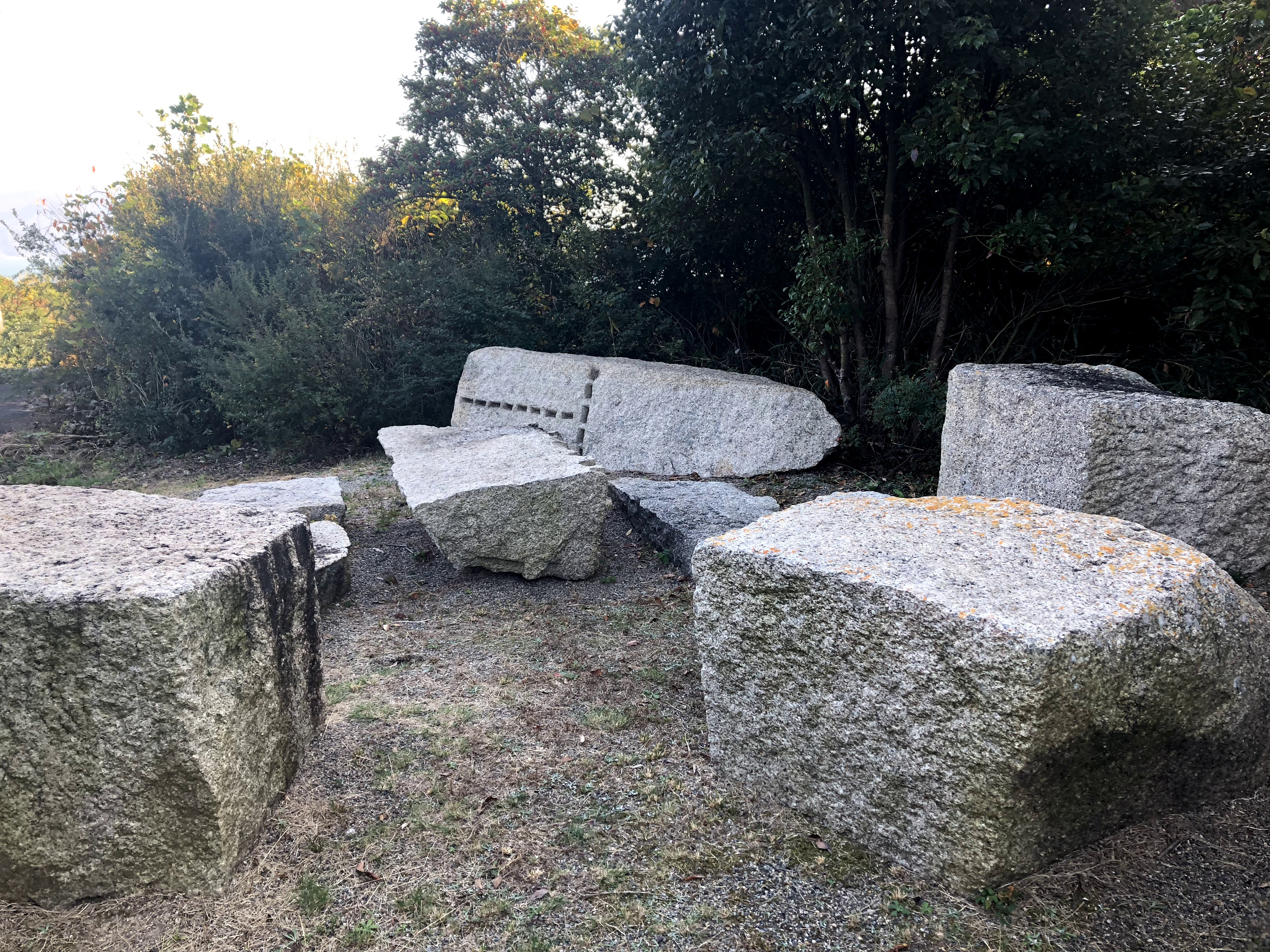
石切丁場跡
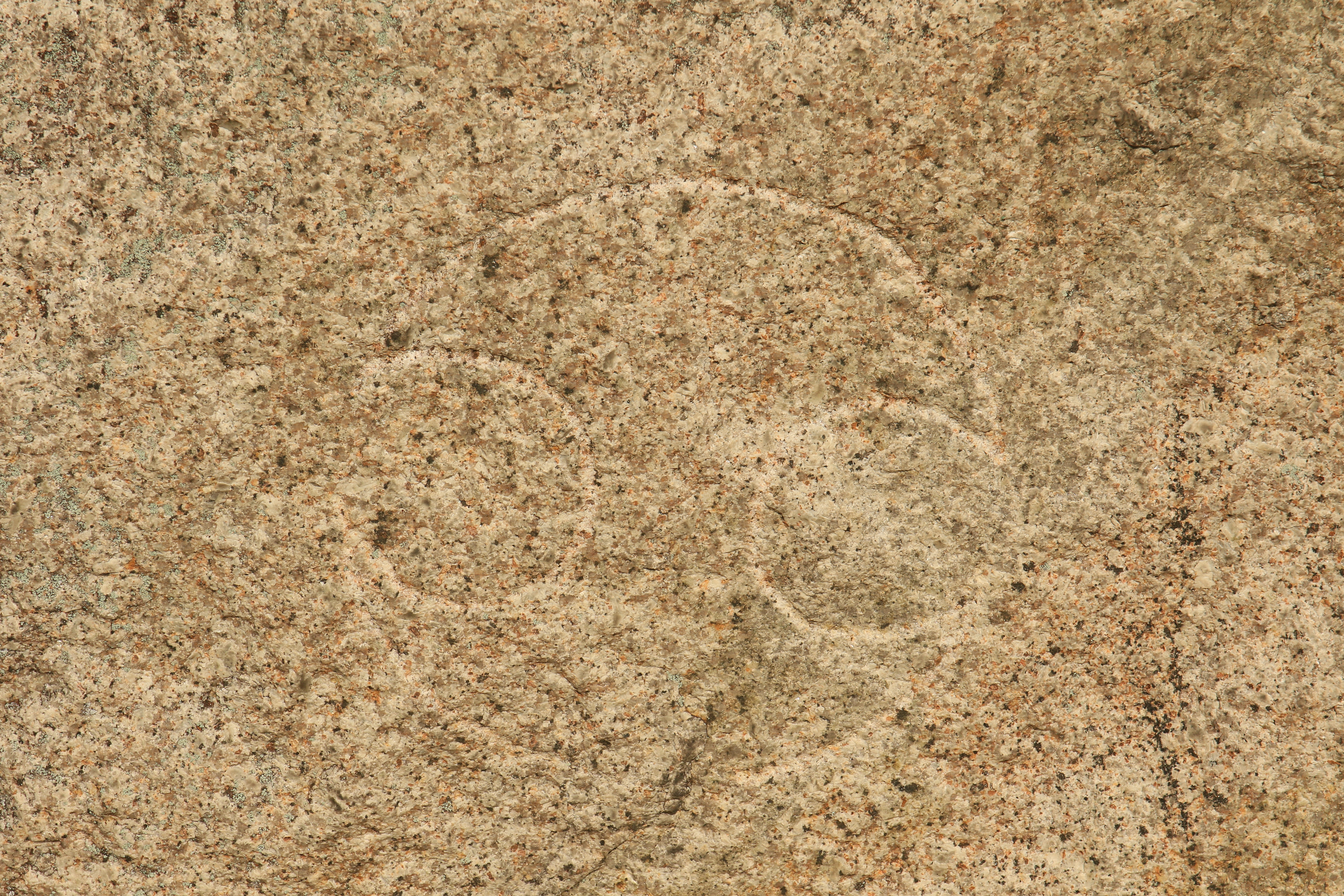
残石の刻印（松江藩堀尾家）
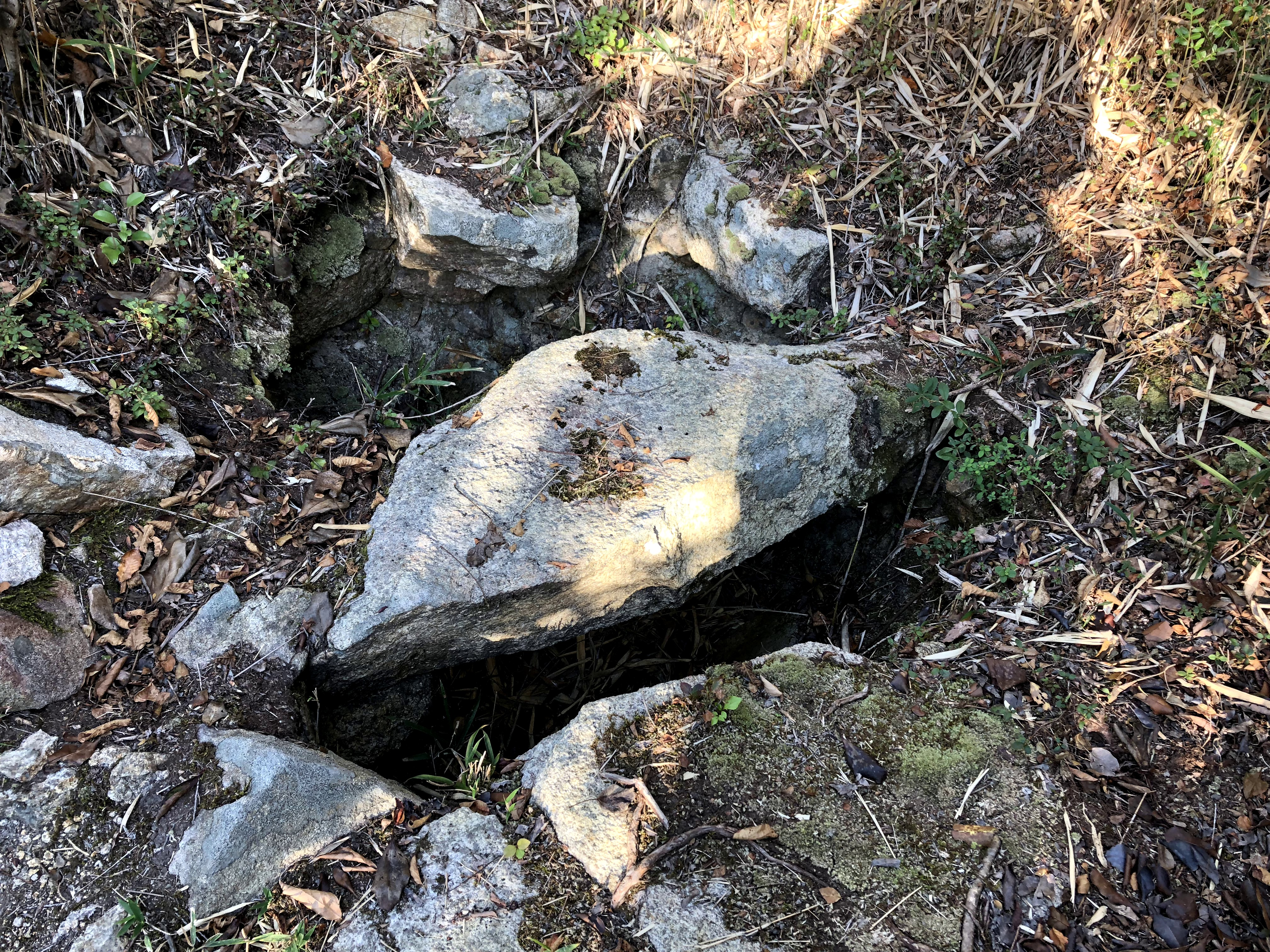
石切り場の職人が利用していた便所

### カリヨンハウス
島の東端には自然の中で行う体験活動やコミュニケーション活動、会議や研修、勉強会などが行える、牛窓研修センターカリヨンハウスがある。

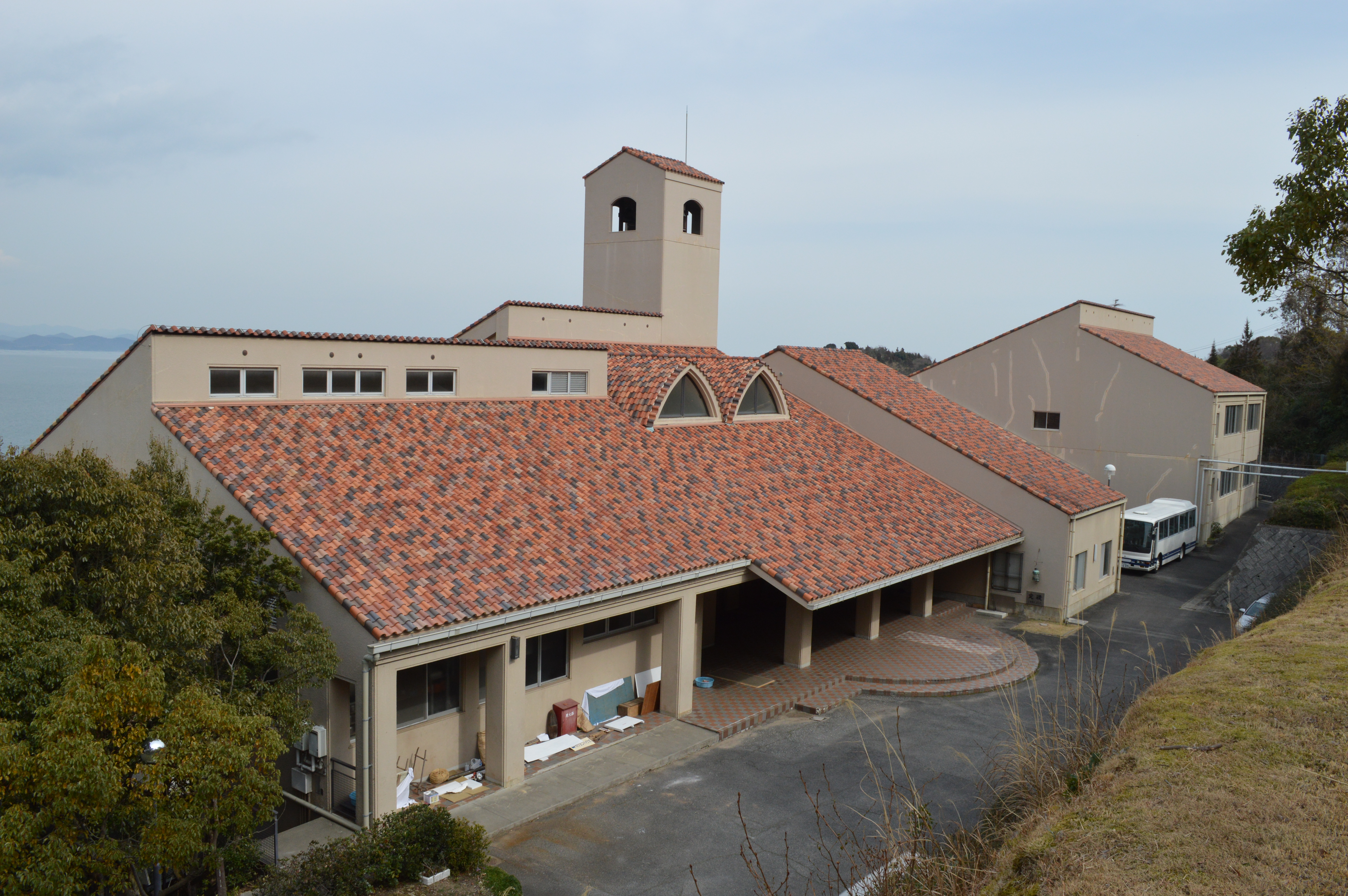
牛窓研修センターカリヨンハウス

### 唐琴の瀬戸
牛窓の本土との間の海峡は唐琴の瀬戸と呼ばれる。唐子瀬戸、牛窓峡、牛窓瀬戸とも呼ばれる。風光明媚な名勝地として古書、詩歌に登場している。
唐琴という名称はその海峡で三韓国(新羅)の王子唐琴が討ち死にしたことに由来する。

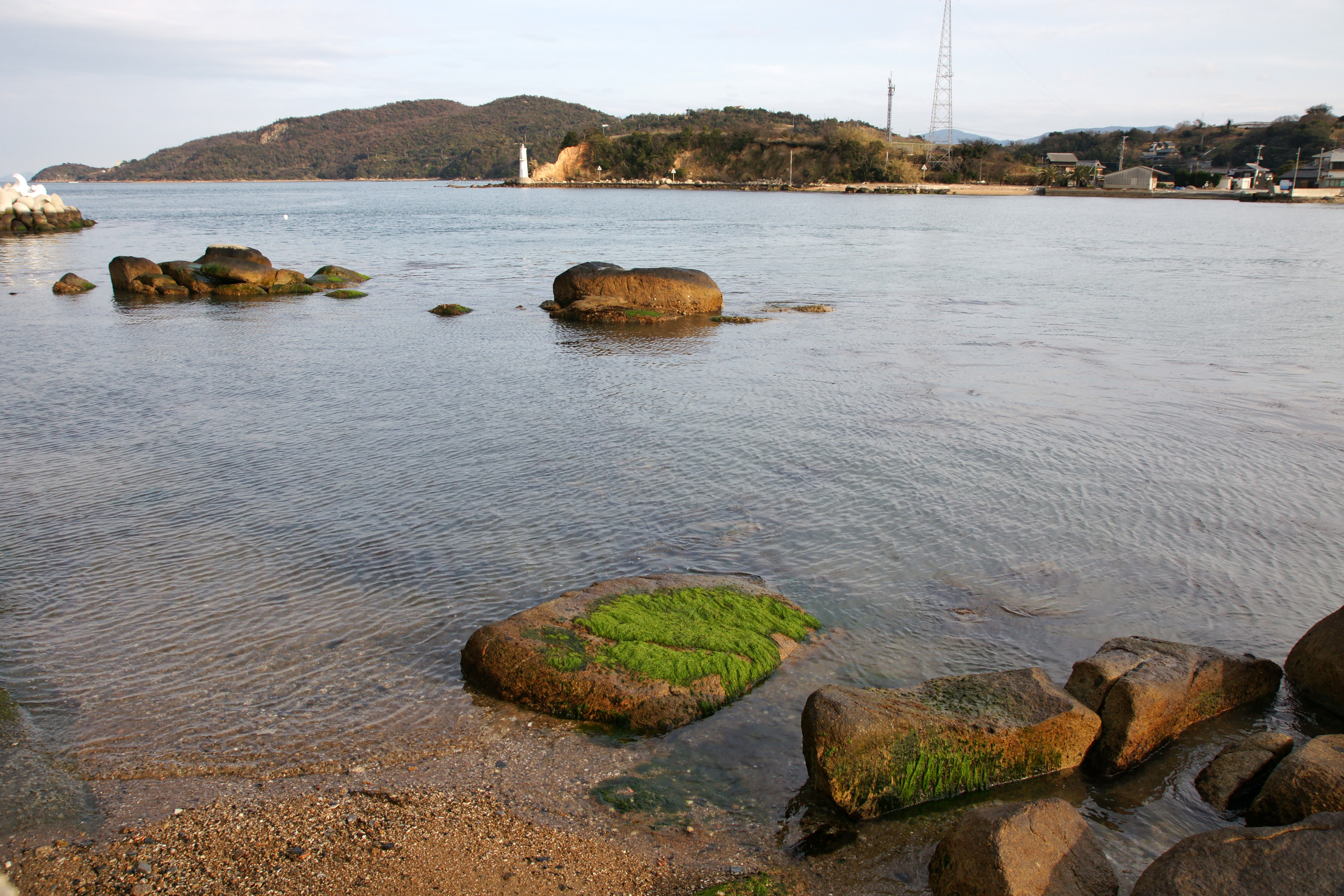
唐琴の瀬戸

### サンビーチ前島
島の中央南に位置する海水浴場とキャンプ場。営業期間は、ゴールデンウィークと7~8月。

### その他の海岸公園
島の西端にある「夕陽公園」と、サンビーチ前島と兎石の付近の高台にある「丘の上のスナメリ観察ポイント」がそれぞれ2021年以降に完成。後者は、前島が現代の瀬戸内海でもスナメリの生息数が比較的に多い事に由来しており、前島フェリーが不定期のイルカウォッチングを行う事もあった。付近では、ウミホタルや夜光虫を観察する事もできる。

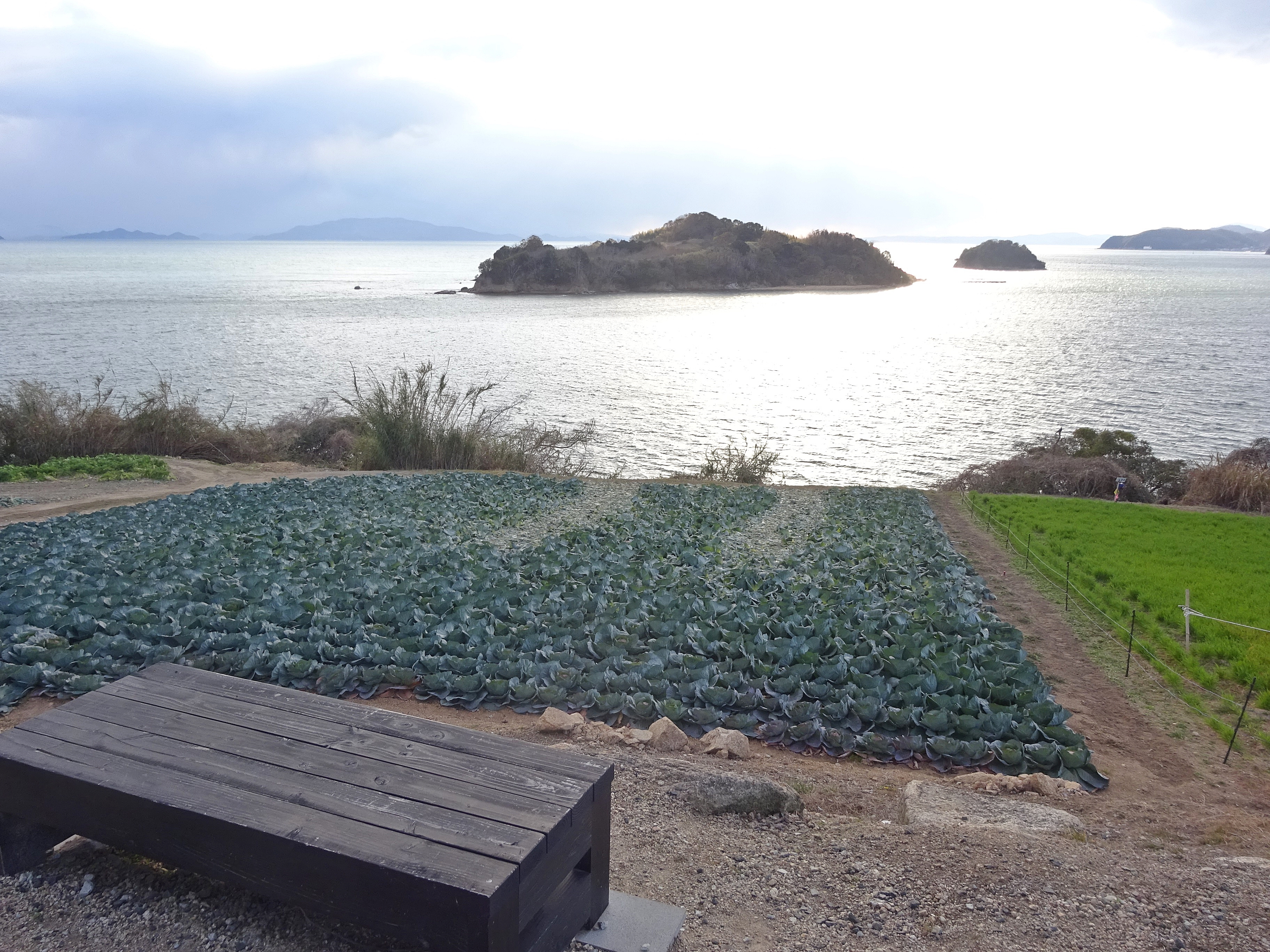
キャベツ畑と前島夕陽公園から見た黒島

### お大師堂
1928年（昭和3年）11月上棟。邑久南八十八カ所五十五番札所。智勝庵とも称される。境内には牛神様と、古いお地蔵様2体の石像がある。岡山市西片岡にある札所の同番。

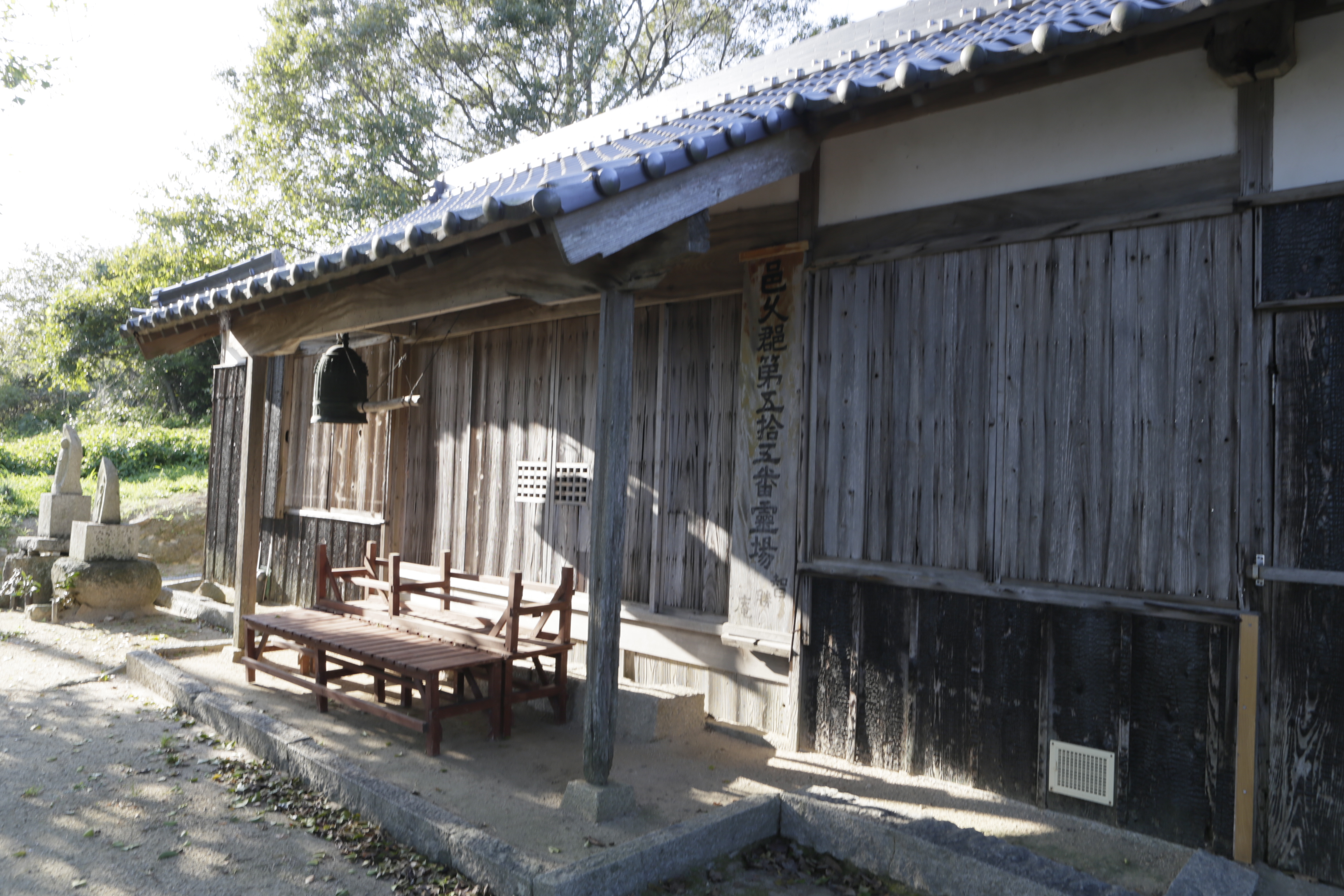
お大師堂

### 吉田神社
1841年（天保12年）に京都の吉田神社を勧請。境内末社に稲荷社と犬神大明神がある。

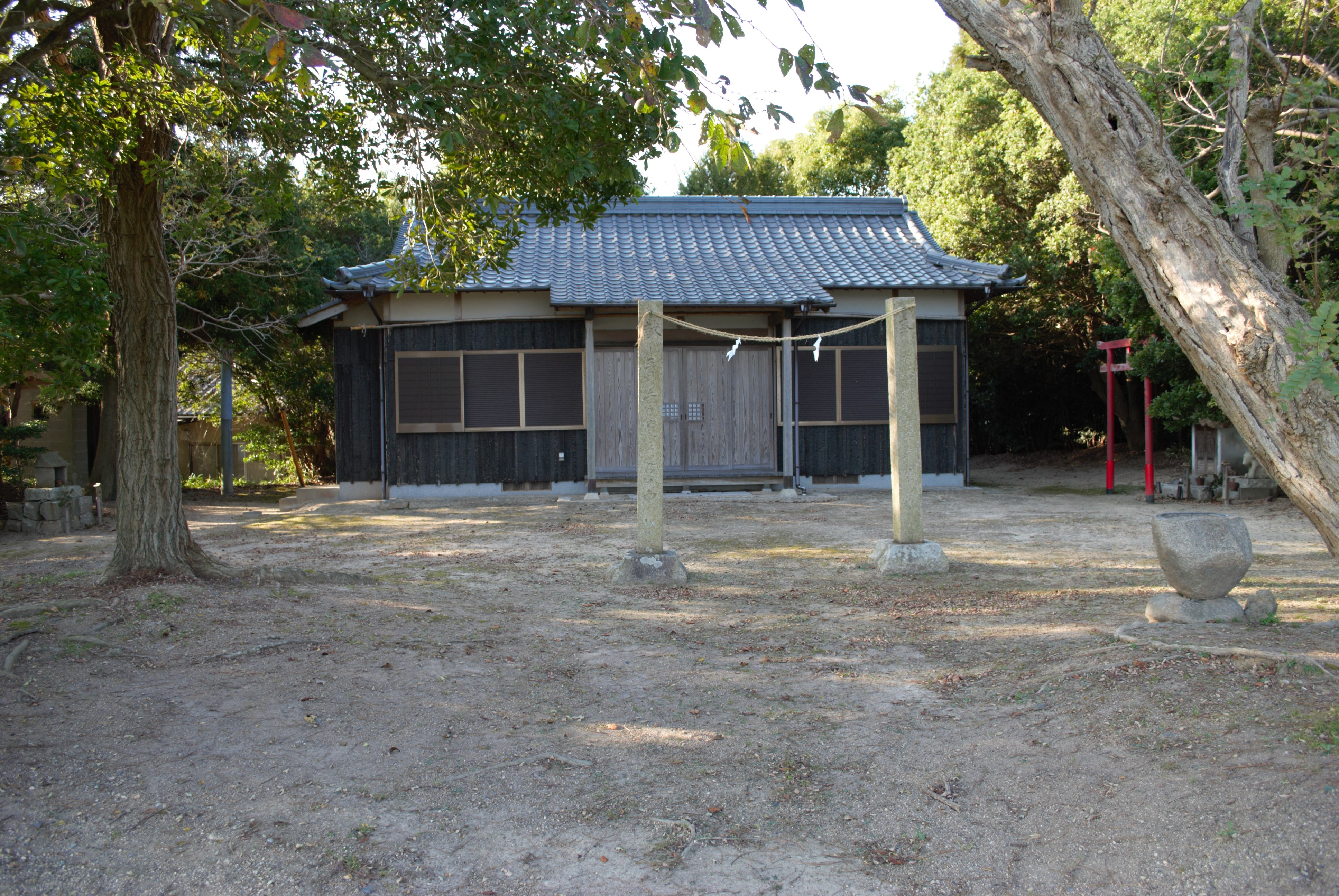
吉田神社

### うらみ石
以下の伝説が残る。
「昔、「御堂の姫」という美しい姫が島に住んでおり、犬島の若者と恋に落ちた。しかし、通山の大蛇が横恋慕し武士に変身して娘を強奪し、悲慨のあまり若者は狂い死んだ。姫の怨念が通じたのかある日、轟音とともに天から石が降り大蛇を打ち砕いたという。」
隕石のようで、犬島にも同じ大きさ、形の岩があるという。

### その他

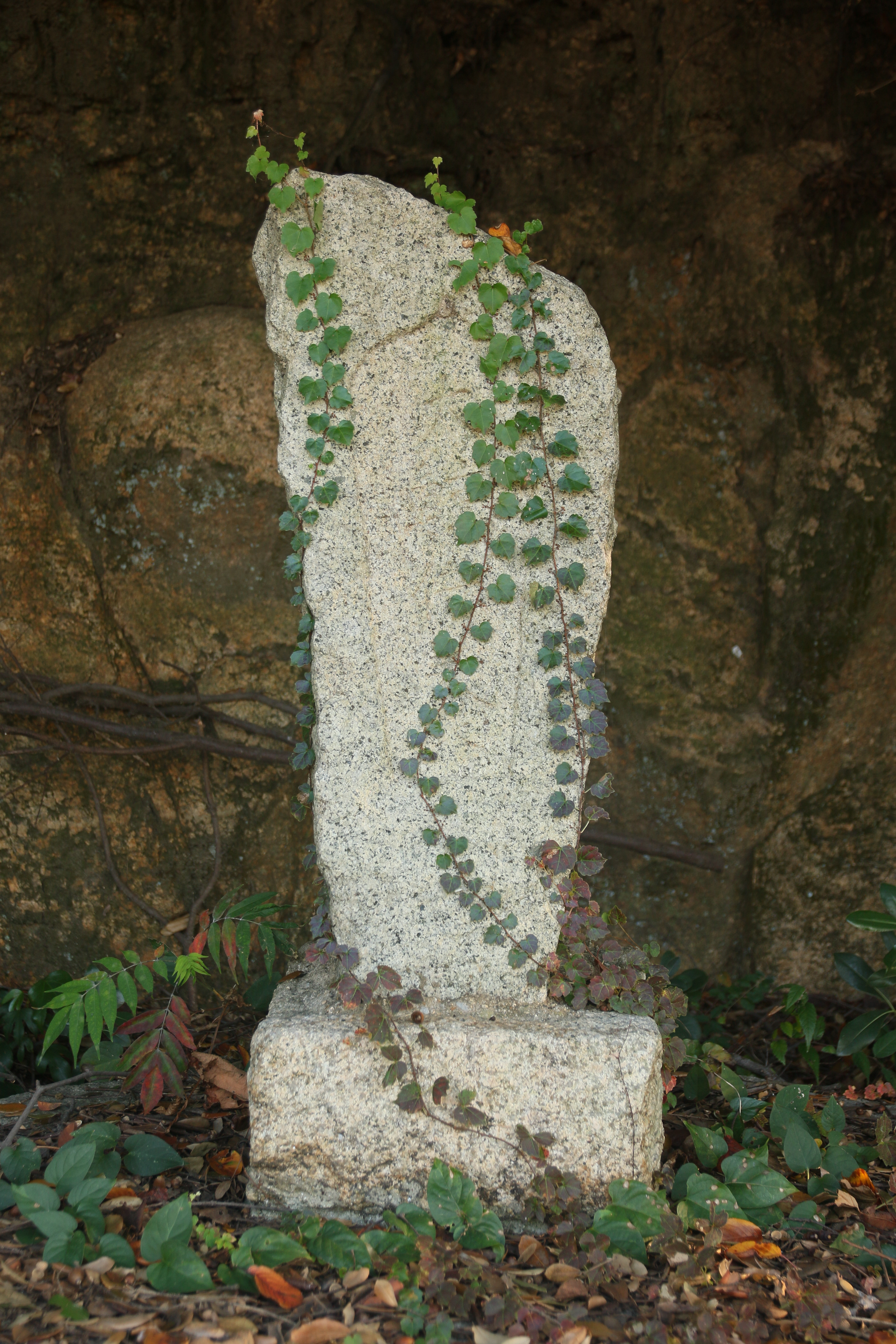
大鯨供養塔

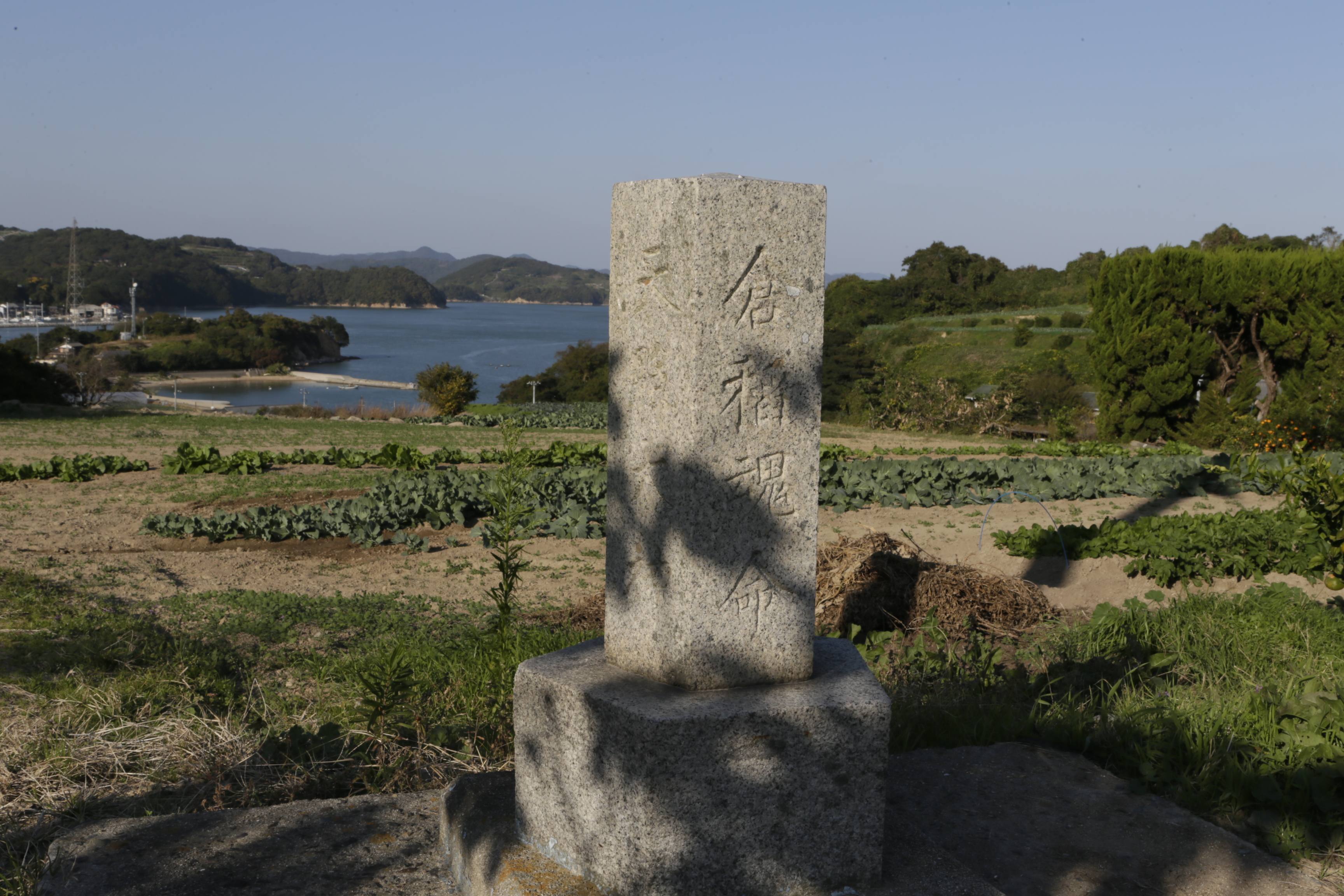
地神塔

前島展望台
石切り場付近に設けられた展望台は夕日の名所とされ、「日本の夕陽百選」にもなっている。

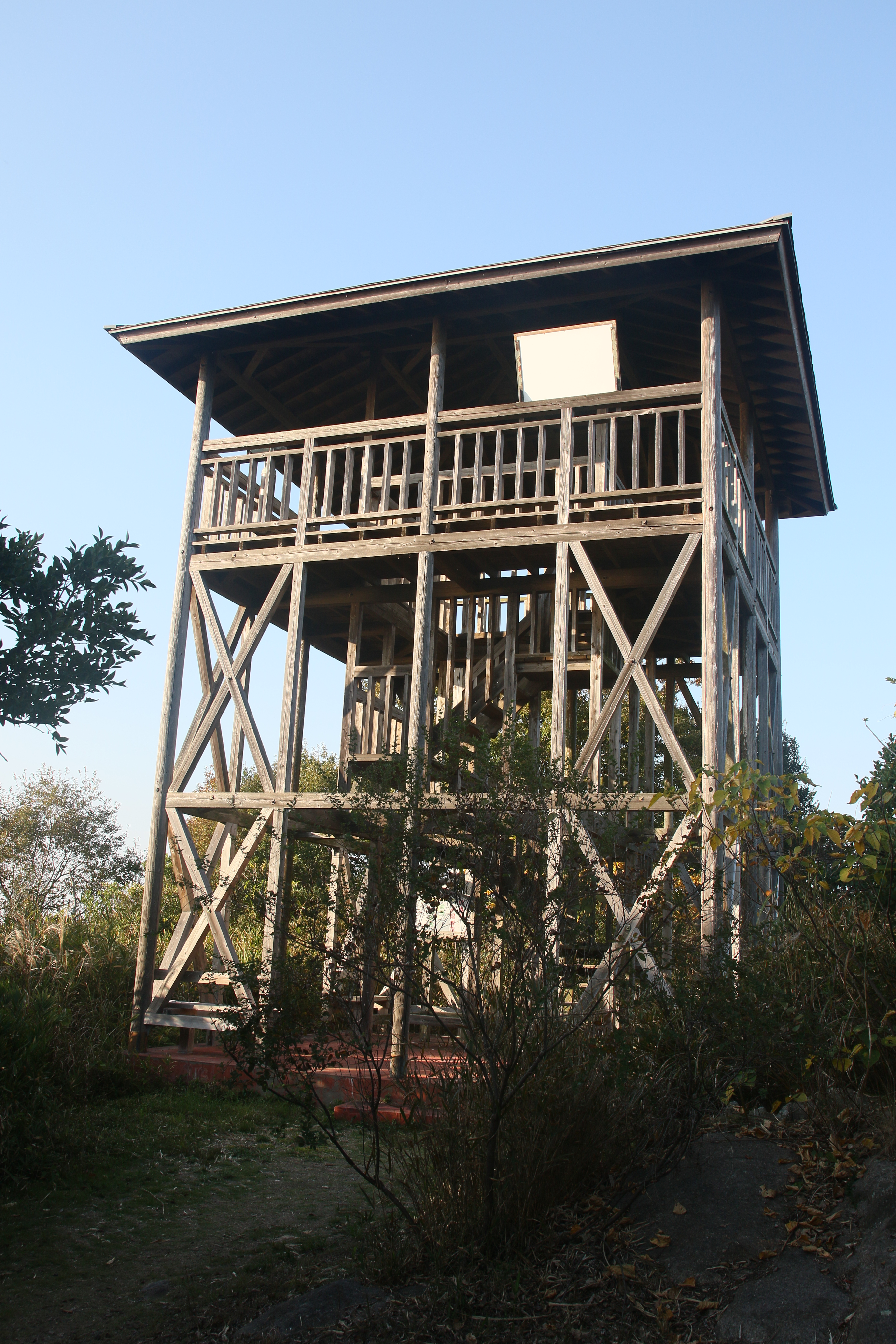
展望台
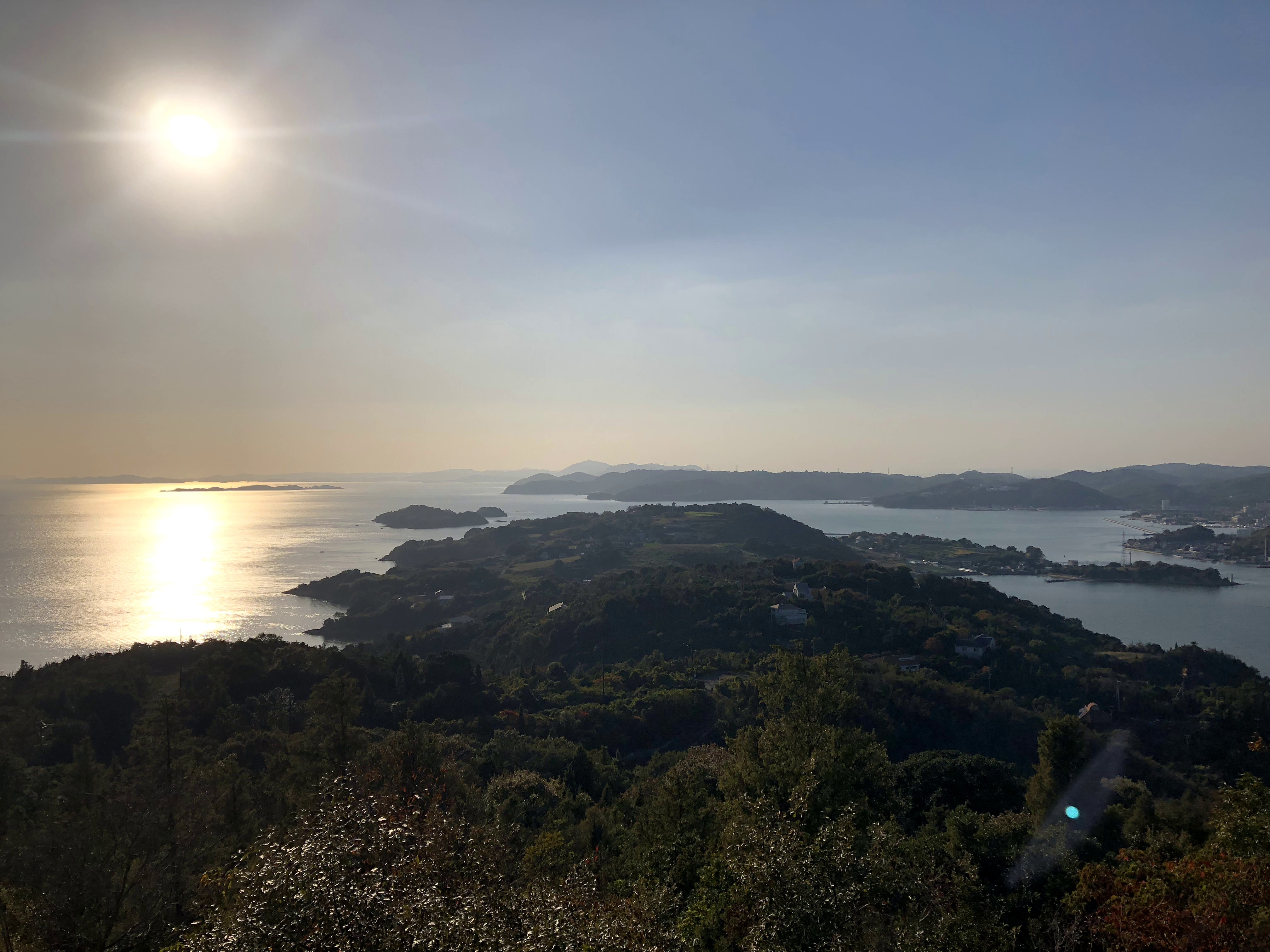
展望台からの眺め

大鯨供養塔
明治16年（1883年）6月に鰯の大群を追って牛窓の沖浦に現れたクジラ（ザトウクジラ）を、十数隻の船による二日一晩かけ銛で弱らせ網で捕獲した。鯨は解体して、上肉中肉を仲買人に売り、下肉の腹部と内臓から油を取り、粕を肥料にし、骨を御堂の浜に葬った。なお、近年にもごく稀に周辺にクジラが現れることもある。
- 大鯨供養塔

小森神社
地神を祀る。
- 地神塔

## ロケ地

### 映画
- 『愛しき日々よ』1984年（昭和59年）[24]
- 『U・F・O ~Ushimado's Fantasutic Occurrence~ うしまどの、ふしぎなできごと』2014年（平成26年）[24]
- 『君と100回目の恋』2016年（平成28年）[24]

### テレビ番組
- 『ロケットぱぁんち』2014年（平成26年）[24]
- 『日経スペシャル ガイアの夜明け』2015年（平成27年）[24]

### CM
- 『スターツコーポレーション』2010年（平成22年）、前島フェリー乗り場にて撮影[24]
- 『サントリーオールフリー』2015年（平成27年）、サンビーチ前島にて撮影[24]

## 所在地
岡山県瀬戸内市牛窓町牛窓。

## 交通アクセス
- JR赤穂線邑久駅下車、牛窓行バスで約20分。
- 牛窓からフェリーで5分[4]。

※前島フェリーは、客室はバリアフリーとなっており、高齢者や車椅子でも乗船できる。フェリーは朝6時頃から夜10時まで、1時間に約2本が運航されている。
- 前島フェリー。左の緑色の船は「第7からこと」、右の青い船は「まえじま丸」（2013年撮影）
- 前島フェリーターミナル